# ピャニーガ
ピャニーガ（伊: Pianiga）は、イタリア共和国ヴェネト州ヴェネツィア県にある、人口約12,000人の基礎自治体（コムーネ）。

## 地理

### 位置・広がり

#### 隣接コムーネ
隣接するコムーネは以下の通り。括弧内のPDはパドヴァ県所属を示す。
- ドーロ
- フィエッソ・ダルティコ
- ミーラ
- ミラーノ
- サンタ・マリーア・ディ・サーラ
- ヴィゴンツァ (PD)
- ヴィッラノーヴァ・ディ・カンポサンピエーロ (PD)

### 気候分類・地震分類
気候分類では、zona E, 2462 GGに分類される。
また、イタリアの地震リスク階級 (it) では、zona 3 (sismicità bassa) に分類される。

## 行政

### 分離集落
ピャニーガには、以下の分離集落（フラツィオーネ）がある。
- Cazzago, Mellaredo, Rivale Albarea